# Parlamentswahl in Nepal 1986
Die Parlamentswahl in Nepal 1986 fand am 12. Mai 1986 statt. Gewählt wurden 112 Abgeordnete der Nationalversammlung Nepals, des Panchayat.

## Hintergrund
Nach den letzten Parlamentswahlen im Mai 1981 wurde der Ministerpräsident Surya Bahadur Thapa im Juli 1983 abgesetzt und von Lokendra Bahadur Chand abgelöst. Chand war ehemals Vorsitzender der Nationalversammlung Nepals.
Das Wahldatum für die Wahl im Jahr 1986 wurde am 23. Januar 1986 bekanntgegeben. Insgesamt bewarben sich 1.548 Kandidaten für die 112 zu wählenden Sitze in der Nationalversammlung. Weitere 28 Sitze wurden durch den König vergeben.
Da viele Bürger Analphabeten sind, wurden die Kandidaten auf dem Stimmzettel durch bildliche Symbole identifiziert. Jeder Kandidat war verpflichtet, eine Anzahlung von 1.500 Rupien zu leisten, die verfiel, wenn er nicht mindestens 10 % der in seinem Wahlkreis abgegebenen Stimmen erhielt.

## Ergebnisse
Von den gut 9 Millionen registrierten Wählern beteiligten sich 5,4 Millionen an der Wahl, was einer Wahlbeteiligung von 60,3 % entspricht. Aufgrund der Abgelegenheit einiger Wahldistrikte wurden die endgültigen Ergebnisse in diesen Distrikten erst am 22. Mai bekanntgegeben. Demnach konnten 63 Kandidaten neu in die Nationalversammlung einziehen, während 74 Mitglieder ihren Sitz verteidigen konnten.
In Übereinstimmung mit der Verfassung konstituierte sich die neu gewählte Nationalversammlung am 9. Juni 1986. Marich Man Singh Shrestha wurde am 15. Juni zum Ministerpräsidenten gewählt und ernannte am nächsten Tag sein Kabinett.